# شوریجه
شوریجه یا شورچه، از روستاهای بخش مرزداران توابع شهرستان سرخس و دراستان خراسان رضوی است. بر اساس سرشماری سال ۱۳۸۵ جمعیت شوریجه سفلی و علیا ۱۸۰ خانوار و ۸۱۷ نفر 
است.

## موقعیت
این روستا در ۶۰ کیلومتری جنوب شهر سرخس و در حاشیه تپه ماهورهای کنار کشف رود قرار دارد. ارتفاع آن از سطح دریا ۶۰۰ متر و آب و هوای آن معتدل و خشک کوهستانی است. 

## تاریخچه
به گفته هانری دو بلوک ویل در سال ۱۸۶۱ میلادی (۱۲۷۷ هجری قمری)، شوریجه تقریباً ۱۴۶ سال پیش بنیان شده‌است.
در گزارش میرزا محمد حسن مهندس چنین آمده‌است.«شورچه و پس کمر از نقاطی است که جمشیدی‌ها متصرف شده‌اند و مواضع با اهمیتی است و عمده جنگل پسته در دامنه کوهسار شورچه و آق دربند و پس کمر است.»
این روستا شامل دوقسمت شوریجه علیا و شوریجه سفلی می‌باشد که شوریجه علیا وسیعتر و بزرگ‌تر از دیگری است.
مردم این روستا ترکیبی از بلوچ و فارس می‌باشد و تعداد کمی نیز در این روستا ترک وجود دارد. شغل مردم شوریجه کشاورزی و دامداری می‌باشد.